# Staurastrum longipes
Staurastrum longipes là một loài Song tinh tảo trong họ Desmidiaceae, thuộc chi Staurastrum.